# Поцодонико (Лука)
Поцодонико је насеље у Италији у округу Лука, региону Тоскана.
Према процени из 2011. у насељу је живело 44 становника. Насеље се налази на надморској висини од 4 м.